# 陳峴
陳峴（1086年—1154年），字壽南、一字山甫，號來東。蒲門（今馬站區蒲城）人。

## 生平
以祖陳桷荫叙名补官，为邵武（福建）南尉，调潮州（广东）判官。淳熙十四年（1187年）賜博学鸿词科。庆元党禁時由秘书郎外放为全州（广西省）知州。開禧元年（1205年）為秘書監兼學士院權直。嘉定元年（1208年）以集英殿修撰知廣州軍州事，兼勸農使，充廣南東路經略安撫使，馬步軍都總管。嘉定五年（1212年）正月，病逝永嘉郡。葬護國寺甸洋山。

## 家族
祖父陳桷。父陳汝贤。